# 白甲碘泡虫
白甲碘泡虫（学名：Myxobolus varicorhinusis）为碘泡科碘泡虫属的动物。在中国，分布于四川等，营寄生生活，寄生在四川白甲鱼的肾、输尿管。